# 点字図書
点字図書（てんじとしょ）は、視覚障害者のために点字などで記述された図書である。

## 概要
点字図書の多くは、墨字（活字印刷された通常の文字）で書かれた図書を点訳したものである。指で触って読めるように文章は面に凹凸で示された点字となっており、図や絵などはエンボス加工によって表現される。紙またはプラスチックのフィルムなどでできている。
墨字の図書と比較するとその出版数は圧倒的に少ない。点字の文字的制約から、本文の面積あたりの情報量も墨字より低くなってしまうが、そのうえ凹凸を保持できるよう厚手の紙が使用され、装丁もリングファイル状の綴じ具で、カバー部分もしっかりしているため、同じ内容でも墨字の本よりかさばるという問題がある。
多くの視覚障害者が点字図書を利用できるよう点字図書館が全国に設置されているが、通常の図書館でも、ある程度の規模のところであれば点字図書も所蔵している。また、ボランティアなどによる一般図書の点訳も広く行われている。ただしボランティア頼みの作業である部分から絶対数が限られ、専門書や雑誌などでは余程の需要が無い限りはなかなか点字図書になり難いなどのデメリットもあった。ただしパーソナルコンピュータと点字プリンターなどの登場にもより、点字化コストは総じて下がる傾向にある。
なお、これらの図書は障害者福祉や教育といった観点を含んで、著作権法第37条により著作物の全ては、点字による複製が認められている。
点訳作業では従来、紙やプラスチックのフィルムに凹凸をつけるために一定の圧力を加えるなど製造面での困難さもあったが、隆起印刷登場以降は少々特殊な工程を入れることで印刷面で凹凸を付けることも可能になっており、この中には児童向けの雑誌のような媒体も登場してきている。
点字図書の一部には、視覚に障害のない側も一緒になって読めるよう、振り仮名の対訳が記載されているものも見られ、特に隆起印刷などでは点字と文字を同時に印刷することができるため、前出の児童向け雑誌でも、視力の有無に関わりなく親子で楽しめるものも登場している模様である。

## 点字教科書
視覚障害者のために点字で記述した教科書を点字教科書と呼ぶ。日本の教育制度では教科書は文部科学省の検定を受けることが学校教育法第21条他の規定で義務付けられているが、点字教科書は検定合格の教科書の点訳であったとしても、学校教育法第107条に規定される一般に参考図書や副読本（俗に107条本）と呼ばれる図書として使用される。